# FAI Super Cup
La FAI Super Cup era una competizione calcistica disputata con cadenza annuale dal 1998 al 2000 per la qualificazione delle squadre irlandesi alle competizioni UEFA. Non è da confondere con la Supercoppa d'Irlanda.

## Albo d'oro
| Stagione | Vincitore       | Punteggio | Finalista    |
| -------- | --------------- | --------- | ------------ |
| 1998     | Shamrock Rovers |           | St Patrick's |
| 1999     | St Patrick's    |           | Shelbourne   |
| 2000     | UCD             |           | Bohemians    |